# Св. св. Кирил и Методий (орден)
„Св. св. Кирил и Методий“ е приемник на орден „Св. св. равноапостоли Кирил и Методий“ и на орден „Кирил и Методий“.

## Царство България
„Св. св. равноапостоли Кирил и Методий“ е най-високото отличие в Царство България. Той е династическият орден на българските царе. Учреден от цар Фердинанд I на 18 май 1909 г. по повод обявяване на независимостта на България (ДВ №104/21.05.1909 г.), а през февруари 1910 г. е утвърден със закон от XIV обикновено народно събрание. Орденът символизира суверенитета на страната и авторитета на монарха, който е негов Велик магистър и единствен носител на „голямото огърлие“. Инсигнията на ордена е задължителен атрибут от официалното облекло на българския цар. Има единствена степен с кръст и звезда с образите на светите братя Кирил и Методий. Звездата на ордена силно наподобява френския династичен орден Св. Дух, учреден от Анри III Валоа през 1578 г. Тази прилика едва ли е случайна, имайки предвид произхода на цар Фердинанд I и специалното му отношение към династичната традиция. Девизът на ордена е „EX ORIENTE LUX“ (От изток е светлината).
Лауреати/Кавалери на ордена по време на Царство България
Български граждани:
- Фердинанд I, цар на българите
- Борис III, цар на българите
- Йосиф I, Екзарх Български
- Иван Евстратиев Гешов
- Васил Радославов
- Иван Вазов
- Симеон, Митрополит Варненски и Преславски
- Данаил Николаев, генерал от пехотата

Връчен е и на 52 чужди държавни глави, сред които са:
- Вилхелм II, император на Германия;
- Джордж VI, крал на Обединеното кралство;
- Франц Йосиф, император на Австро-Унгария;
- Николай II, император на Русия;
- Виктор Емануил III, крал на Италия;
- Умберто II, крал на Италия;
- Карл I (Австро-Унгария), император на Австро-Унгария;
- Александър I, крал на сърби, хървати и словенци и крал на Югославия.

След Първата световна война с ордена са удостоени държавни глави и политически ръководители на страни от Оста:
- Бенито Мусолини, министър-председател на Италия;
- Херман Гьоринг, министър-председател на Прусия;
- Йоаким фон Рибентроп, външен министър на Германия;
- Михай I, крал на Румъния;
- Миклош Хорти, държавен глава на Унгария.

## Народна република България
Орденът „Кирил и Методий“ е утвърден на 13 декември 1950 г. с указ №649 от Президиума на I народно събрание и има три степени. В чл.36 от указ №1094 на Държавния съвет на НРБ от 28 май 1974 г. са определени мотивите за награждаване с ордена: „за дейност в областта на науката, просветата и културата и за големи заслуги за възпитанието на българския народ“. Наградната система на НРБ се състои от много видове отличия, между които 17 ордена, подредени по старшинство в 8 степени, като орденът „Кирил и Методий“ е седми по старшинство. Всички отличия от наградната система на НРБ, с изключение на трите ордена Стара планина, Мадарски конник и Орден на розата, са отменени с изменение на указ №1094 на 21 март 1991 г. от VII велико народно събрание.
Степени на орденския знак в наградната система на НРБ:
- Орден 
 „Кирил и Методий“ 
 I степен
- Орден 
 „Кирил и Методий“ 
 II степен
- Орден 
 „Кирил и Методий“ 
 III степен

## Република България
Орден „Св. св. Кирил и Методий“ е втори по старшинство в наградната система на Република България. Учреден е със „закон за ордените и медалите на Република България“ на 13 юни 2003 г. (обн., ДВ, бр.54). Награждаването с орден „Св. св. Кирил и Методий“ е прерогатив на Президента Република България.

### Различия между царският и републиканският вариант
- Медалът на първите два степени е сребърен византийски кръст с позлатени сребърни ръбове; 3-ти клас е само изцяло сребърен;
- Пламъците между раменете на кръста заменят лилията;
- На обратната страна, вместо вензелът на българския цар е поставен българският национален трибагреник и надпис „Република България“.

## Статут
Чл.5
(1) С орден „Св. св. Кирил и Методий“ се награждават български и чужди граждани, които имат значим принос за развитието на културата, изкуството, образованието и науката.
(2) Орденът „Св. св. Кирил и Методий“ има следните степени:
1. огърлие;
2. първа степен – златен с оранжева лента;
3. втора степен – сребърен с оранжева лента;
(3) С орден „Св. св. Кирил и Методий“ се награждават:
1. с огърлие – лица с особено значими заслуги за развитието на културата, изкуството и науката;
2. с първа степен – лица с големи заслуги в областта на културата, изкуството, образованието и науката;
3. с втора степен – дейци на образованието, културата и читалищното дело.).

## Описание
(4) Орден „Св. св. Кирил и Методий“:
1. огърлие:
а) златен кръст, покрит с емайл, на лицевата страна – медальон в средата на кръста с изображение на Св. св. Кирил и Методий и надпис „Св. св. Кирил и Методий“, на обратната страна върху медальона е българският национален трибагреник и надпис „Република България“, пламъци между раменете на кръста; огърлието има елипсовидни медальони; носи се на шия;
б) звезда на ордена с огърлие: върху златни лъчи – златен кръст, покрит с емайл, медальон в средата на кръста с изображение на Св. св. Кирил и Методий и надпис „Св. св. Кирил и Методий“, пламъци между раменете на кръста; носи се на гърди;
2. първа степен: златен кръст, покрит с емайл, медальон в средата на кръста с изображение на св. св. Кирил и Методий и надпис „Св. св. Кирил и Методий“, на обратната страна върху медальона е българският национален трибагреник и надпис „Република България“, пламъци между раменете на кръста; носи се на гърди;
3. втора степен: сребърен кръст, покрит с емайл, медальон в средата на кръста с изображението на св. св. Кирил и Методий и надпис „Св. св. Кирил и Методий“, на обратната страна върху медальона е българският национален трибагреник и надпис „Република България“, пламъци между раменете на кръста; носи се на гърди.

## Награждаване
Чл.11
(1) Президентът на Република България награждава с ордени и медали.
(2) Предложения за награждаване с ордени и медали се правят от председателя на Народното събрание и от Министерския съвет въз основа на мотивирано предложение от съответните министри, от Българската академия на науките, от висшите училища, от Българския Червен кръст, от творчески съюзи, сдружения и други организации с нестопанска цел, както и от инициативни комитети на граждани.
(3) Предложения за награждаване на чужди граждани с ордени и медали се правят от министъра на външните работи.
(4) Предложения за награждаване на български военни лица се правят от министъра на отбраната.
(5) Предложенията за награждаване трябва да съдържат подробно описание на дейността на лицето и мотивирано предложение за награждаване.
Чл.12.
(1) Указите на Президента на Република България за награждаване с ордени и медали се приподписват съгласно чл.102, ал.2 от Конституцията на Република България.
(2) Указите на Президента на Република България за награждаване с ордени и медали се подпечатват с държавния печат и се обнародват в „Държавен вестник“.